# Marcone da Silva Sacramento
Marcone da Silva Sacramento foi um ritmista e diretor de bateria brasileiro, ligado à escola de samba Imperatriz Leopoldinense.
O artista era considerado um dos melhores mestres de bateria do Carnaval, e comandou a bateria da escola entre 2008 e 2011. Em 2008, ele chegou a vencer o prêmio Estandarte de Ouro de revelação do carnaval.
Em novembro de 2011, registrou ocorrência por lesão corporal contra o presidente da agremiação, Luizinho Drummond, após uma briga entre os dois. Após isso, pediu desligamento da entidade, sendo substituído pelo Mestre Noca.
Em 16 de dezembro, um suposto atentado contra sua vida foi efetuado, sendo que um homem foi morto e outros três feridos na ocasião, entre eles, um primo seu.
Em maio de 2012, Marcone foi assassinado a tiros, próximo a sua casa, em Ramos.

## Premiações
- Estandarte de Ouro

1. 2008 - Revelação (Imperatriz) [6]

- Estrela do Carnaval

1. 2008 - Melhor bateria (Imperatriz) [7][8]

- Gato de Prata

1. 2011 - Melhor bateria (Imperatriz) [9]

- Plumas & Paetês Cultural

1. 2010 - Melhor diretor de bateria (Imperatriz) [10]